# Muszkatela miedziana

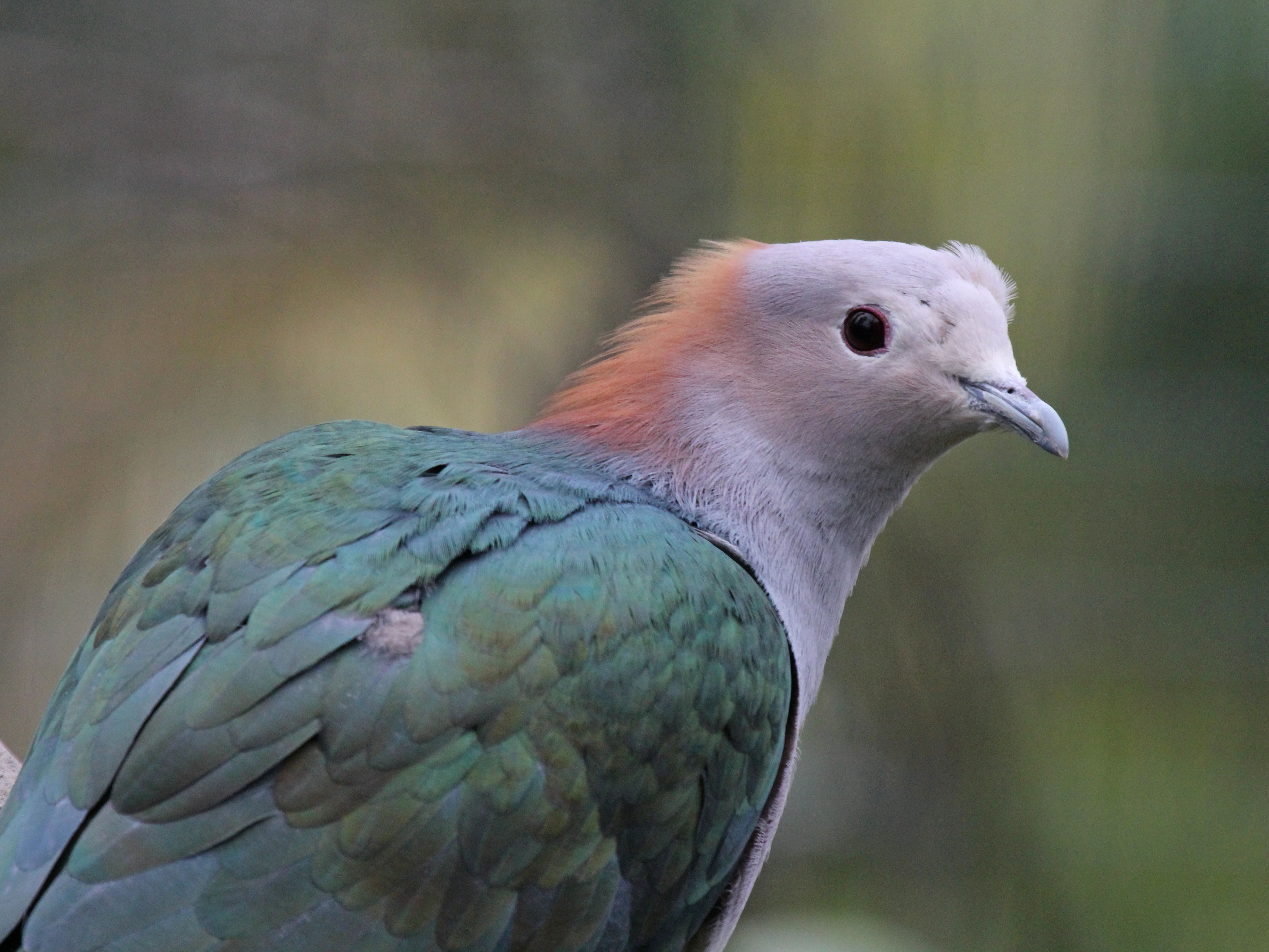
Zdjęcie wykonane w ZOO w San Diego

Muszkatela miedziana (Ducula aenea) – gatunek średniej wielkości ptaka z rodziny gołębiowatych (Columbidae), podrodziny treronów. Zasiedla tropikalne rejony Azji, od Indii na wschód aż do Filipin i Indonezji. Jest bliski zagrożenia wyginięciem. Wyróżnia się 11 podgatunków.

## Systematyka i taksonomia
Gatunek ten opisał Mathurin Jacques Brisson w 1760 w 1. tomie swego 6-tomowego dzieła Ornithologie. Nadał mu francuską nazwę Le pigeon ramier des Moluques oraz łacińską Palumbus moluccensis. Łacińskie nazwy nadane przez Brissona w tejże publikacji nie są jednak zgodne z zasadami nazewnictwa binominalnego i Międzynarodowa Komisja Nomenklatury Zoologicznej ich nie uznaje. Nazwę zgodną z zasadami nazewnictwa binominalnego, Columba ænea, nadał muszkateli miedzianej Karol Linneusz w roku 1766 w 12. edycji Systema Naturae. Brisson sądził, że opisany przez niego okaz pochodził z Moluków, i ten właśnie archipelag Linneusz wskazał jako miejsce typowe. Ponieważ ptak ten nie występuje na Molukach, Hartert i Goodson w 1918 zmienili miejsce typowe na wyspę Flores. Ta lokalizacja także okazała się błędna, w 1952 wykazano bowiem, że okaz typowy pozyskał Pierre Poivre w Manili na Filipinach.
Obecnie gatunek ten zaliczany jest do rodzaju Ducula. Muszkatela miedziana jest blisko spokrewniona z muszkatelą szaroszyją (D. oenothorax), muszkatelą białooką (D. perspicillata), muszkatelą seramską (D. neglecta) oraz muszkatelą złotooką (D. concinna). Podgatunek paulina bywa wyodrębniany do osobnego gatunku. Podgatunek andamanica jest niekiedy klasyfikowany jako jeden, wraz z D. a. sylvatica. W związku z błędnym określeniem miejsca typowego podgatunku nominatywnego, populacja określana obecnie jako podgatunek polia była wcześniej włączana do nominatywnego (aenea). Do podgatunku paulina bywają natomiast włączane podgatunki intermedia (wyspy Talaud), pallidinucha (południowo-wschodni Celebes i przybrzeżne wyspy), pulchella (wyspy Togian) oraz sulana (wyspy Banggai i Sula). Za podgatunek muszkateli miedzianej uznawana była muszkatela nikobarska (D. nicobarica), endemiczna dla Nikobarów, ale w roku 2005 została wyodrębniona jako osobny gatunek. Również muszkatela szaroszyja (D. oenothorax) z wyspy Enggano była uznawana za podgatunek muszkateli miedzianej, wyodrębniono ją do osobnego gatunku na podstawie publikacji z lat 2014, 2016 i 2021.

### Podgatunki
Obecnie wyróżnia się 11 podgatunków D. aenea:
- D. aenea sylvatica – północne Indie poprzez Nepal do południowej Mjanmy i wysp Andamanów, płn. Tajlandia, Laos, Wietnam i Kambodża.
- D. aenea pusilla – południowe Indie oraz Sri Lanka.
- D. aenea andamanica – Andamany.
- D. aenea consobrina – wyspy na zachód od Sumatry, oprócz Enggano.
- D. aenea polia – Półwysep Malajski po Wielkie i Małe Wyspy Sundajskie (po Alor na wschodzie).
- D. aenea palawanensis – Banggi, Balabac, Palawan, Dumaran, Linapacan, Culion, Calauit, Busuanga.
- D. aenea fugaenis – Calayan, Fuga i Camiguin Norte (płn. Filipiny).
- D. aenea nuchalis – północny Luzon (płn. Filipiny).
- muszkatela miedziana[5] (D. aenea aenea) – Filipiny (poza skrajną północą oraz Palawanem i sąsiednimi wyspami).
- D. aenea intermedia – wyspy Talaud i Sangihe.
- muszkatela rdzawoszyja[5] (D. aenea paulina) – wyspy Sangihe, Celebes (wraz z okolicznymi wyspami) oraz Togian, Banggai i Sula.

## Morfologia
Muszkatela miedziana mierzy od 40–47 cm. Masa ciała wynosi od 365 do 645 g. Długość skrzydła u okazów należących do Drexel University wynosi u samca 230–235 mm, a samicy 239–252 mm. Są to wymiary (cyt.) Mniejsze, niż zazwyczaj podawane w literaturze.
To duży ptak o różowawoszarej głowie, szyi i spodzie ciała. Grzbiet i skrzydła w większości są zielonkawe. Dorosły samiec podgatunku nominatywnego posiada z wierzchu ciała (w tym skrzydła) pióra opalizujące na zielono, niebieskawo lub brązowawo. Pokrywy podogonowe mają barwę kasztanową. Tęczówka czerwona, dookoła oka białe piórka. Nogi i stopy czerwonawe. Występuje nieznaczny dymorfizm płciowy, samica jest bardziej matowa od samca. Na ogonie widzianym od spodu brak paska.
Podgatunek pusilla jest ubarwiony podobnie jak nominatywny. Osobniki z wyspy Celebes (D. a. paulina) odróżnia rdzawa szyja. Opalizacja sprawia wrażenie wyraźniejszej. Spód ciała nieznacznie ciemniejszy. Pozostałe podgatunki różnią się w kolorach i opalizacji piór, a także wydawanymi dźwiękami.

## Zasięg występowania
Kraje, w których występuje muszkatela miedziana, to Bangladesz, Bhutan, Brunei, Chiny, Filipiny, Indie, Indonezja, Kambodża, Laos, Malezja, Mjanma, Singapur (nie gniazduje), Sri Lanka, Tajlandia oraz Wietnam. Zasiedla także Andamany i Hajnan. Całkowity zasięg występowania szacuje się na 16,8 miliona km². Występuje także w Nepalu jako rzadki ptak osiadły, na wysokości 100–600 m n.p.m., zarówno w lasach wiecznie zielonych, jak i zrzucających liście.

### Środowisko
W przeciwieństwie do muszkateli kasztanowatej (Ducula badia), zasiedlającej podobne rejony Azji, Ducula aenea jest gatunkiem nizinnym. Mimo tego w Indiach spotykana jest do wysokości 600 m n.p.m., a na Celebesie do 1000 m n.p.m. Generalnie ptaki osiadłe, odbywają jedynie migracje wysokościowe w poszukiwaniu pożywienia. Zamieszkują różne typy lasów i ich obrzeża oraz namorzyny. Często znajdywane w lasach z dojrzewającymi figowcami (Ficus).

## Zachowanie
Podobnie jak inne gołębie, muszkatela miedziana żyje w grupach od 3 do 6 osobników. Żerując przebywa w górnych częściach roślinności; nie jest agresywna w stosunku do innych gatunków. Schodzi na ziemię celem picia i lizania słonej ziemi. Ma bardzo szybki lot. Odzywa się głęboko i donośnie, szorstkim wooh-haw lub wooh wooh wooh woooh.

### Pożywienie
Odżywia się głównie owocami muszkatołowca korzennego i figowców. Zjada także pączki roślin z rodziny akantowatych z rodzaju Avicennia. Wydalając nasiona, przyczynia się do rozprzestrzeniania się drzew.

## Lęgi
Gniazda buduje głównie od kwietnia do lipca. Gniazdo stanowi nierówna platforma z gałązek. Składa zazwyczaj jedno białe jajo, rzadziej dwa. Oba ptaki zajmują się wysiadywaniem i opieką nad pisklętami. Inkubacja trwa 18 dni. Pisklęta opuszczają gniazdo po 20 dniach od wyklucia.

## Status zagrożenia
Międzynarodowa Unia Ochrony Przyrody (IUCN) uznaje muszkatelę miedzianą za gatunek bliski zagrożenia (NT – Near Threatened). Liczebność populacji nie została oszacowana, ale ptak ten opisywany jest jako szeroko rozprzestrzeniony i pospolity. Trend liczebności populacji uznaje za spadkowy. Do głównych zagrożeń należy utrata siedlisk leśnych, a na niektórych obszarach polowania.